# Cochlespira beuteli
Cochlespira beuteli é uma espécie de gastrópode do gênero Cochlespira, pertencente a família Cochlespiridae.